# Modrotanagra płowobrzucha
Modrotanagra płowobrzucha (Pipraeidea melanonota) – gatunek małego ptaka z podrodziny tanagr (Thraupinae) w rodzinie tanagrowatych (Thraupidae).

## Zasięg występowania
Modrotanagra płowobrzucha występuje w zależności od podgatunku.
- P. m. melanonota – południowa i południowo-wschodnia Brazylia (lokalnie w południowo-zachodnim Mato Grosso; oraz południowa Bahia i wschodnie Minas Gerais na południe do środkowego Rio Grande do Sul), wschodni Paragwaj, północno-wschodnia Argentyna (Misiones i północne Corrientes; północno-wschodnie Buenos Aires na południe do Punta Indio) i południowy Urugwaj.
- P. m. venezuelensis – góry północnej, północno-wschodniej, południowo-zachodniej i południowej Wenezueli (pasmo przybrzeżne od Carabobo na wschód do Dystryktu Stołecznego i Mirandy; Sucre i Monagas; lokalnie w Andach od północno-zachodniej i południowej Lary na południe do Táchiry; Cerro Yaví i Cerro Taracuniña, w północnej i południowej Amazonii; prawdopodobnie także góry południowo-wschodniego Bolívaru) oraz zachodnie, środkowe i wschodnie kolumbijskie Andy na południe po obu stronach do Ekwadoru, Peru (południowymi i zachodnimi stokami do Limy, na wschodniej stronie na całym obszarze), Boliwii i północno-zachodniej Argentyny (na południe do Tucumán i Catamarki).

## Morfologia
Długość ciała 13–15 cm; masa ciała 18–25 g.

## Status
IUCN uznaje modrotanagrę płowobrzuchą za gatunek najmniejszej troski (LC, Least Concern) nieprzerwanie od 1988 roku. Liczebność światowej populacji nie została oszacowana, ale ptak ten opisywany jest jako dość pospolity. Trend liczebności populacji uznawany jest za stabilny.